# Piero Trapanelli
Piero Trapanelli (Milán, Reino de Italia; 13 de julio de 1924 – Milán, Italia; 30 de agosto de 2023) fue un futbolista y entrenador de fútbol italiano que jugó en la posición de extremo.

## Carrera

### Inicios como jugador
Criado en el Redaelli Dopolavoro, en 1941 fue fichado por el Milan donde jugó 5 partidos hasta 1946, marcando un gol muy importante cuando aún no tenía 18 años, ya que permitió a los rossoneri empatar en la última final el Derby della Madonnina contra los rossoneri al minuto 8, Ambrosiana-Inter de 7 de junio de 1942.
Durante la época del AC Milan, en el período de interrupción de los campeonatos oficiales debido a la Segunda Guerra Mundial, jugó en el Cremonese. En 1946 jugó en el Varese y en 1948 en el Pisa y en 1951 en el Treviso, siempre en la Serie B donde puso fin a su carrera al año siguiente.
En su carrera totalizó 4 apariciones y un gol en un solo grupo de la Serie A y 196 apariciones y 45 goles en la Serie B.

### Entrenador
En 1974 estuvo al frente del Padua mientras que en 1978 reemplazó a Franco Rondanini al frente del Arona, lo que le llevó a un histórico ascenso a la Serie C2 en 1978-1979.
En la temporada 1978-1979 entrenó a Novese, dimitiendo durante el campeonato y siendo sustituido por Natale Nobili. También entrenó al Melegnanés.

## Equipos

### Como jugador
| Periodo   | Club           |
| --------- | -------------- |
| 1941–1943 | AC Milan       |
| 1944      | US Cremonese   |
| 1945–1946 | AC Milan       |
| 1946–1948 | AS Varese 1910 |
| 1948–1951 | Pisa Calcio    |
| 1951–1952 | FC Treviso     |

### Como Entrenador
| Periodo   | Club                   |
| --------- | ---------------------- |
| 1971-1973 | Solbiatese Calcio 1911 |
| 1973-1975 | Calcio Padova          |
| 1978-1979 | Arona Calcio           |
| 1979      | ASD Novese             |
| 1980      | US Melegnanese         |

## Logros
- Serie D (1): 1978/79